# Europide
Europide (entlehnt aus dem Griechischen für „den Europäern ähnlich, nach Art der Europäer“; englisch Caucasoid, Europid) ist eine nicht mehr gebräuchliche rassenkundliche Sammelbezeichnung für die ursprünglichen Bewohner Europas, Nordafrikas, des Horns von Afrika, Vorder- und Teilen Zentral- und Südasiens sowie deren Abkömmlinge. Trotz ihrer Herkunft aus der Rassentheorie des Nationalsozialismus wurde die Bezeichnung Europide bis in die 2000er Jahre in der Anthropologie weiterbenutzt. Europide gehörten nach veralteten Rassentheorien neben Mongoliden und Negriden zu den drei grundlegend unterschiedlichen Großrassen.
Die angeblich homogenen Eigenschaften der Europiden im Unterschied zu den anderen angenommenen „Menschenrassen“ wurden molekularbiologisch und bevölkerungsgenetisch eindeutig widerlegt. Jedes Gen hat seinen eigenen geographischen Verbreitungsschwerpunkt. Um die Existenz einer Rasse zu belegen, müssten die Verbreitungsschwerpunkte einer Vielzahl von Genen einer bestimmten Population weitgehend deckungsgleich und unterscheidbar von anderen Populationen sein. Es gibt jedoch keine einheitlichen geographischen Überschneidungen für alle Europäer (oder Skandinavier, Osteuropäer, Inder). Die äußerlichen Unterschiede zwischen den sogenannten „Europiden“ und anderen „Rassen“ repräsentieren lediglich einen sehr kleinen Teil der Erbanlagen, die auf die Anpassung an unterschiedliche Klimate zurückgehen. Die Bezeichnung europid gilt demnach als obsolet und hat keine wissenschaftliche Grundlage mehr.

## Begriffsgeschichte
Die Bezeichnung Europide geht auf die Rassentheoretiker Egon von Eickstedt und dessen Schüler Hermann Peters zurück. Im englischen Sprachraum wurde sie durch die Veröffentlichungen des Oxforder Biologen und Anthropologen John Randal Baker (1900–1984) verbreitet, stand hier aber in Konkurrenz zur von Johann Friedrich Blumenbach popularisierten Bezeichnung kaukasische Rasse (englisch Caucasian race).

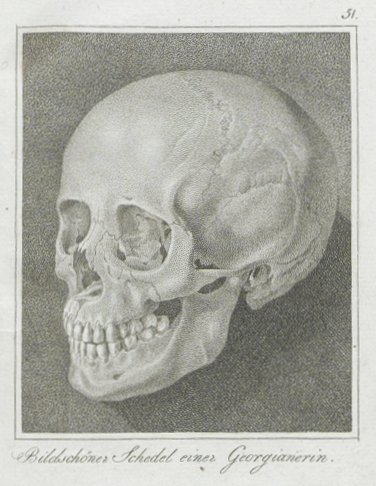
Der 1795 von Blumenbach gefundene georgische Schädel, der ihm auf eine Herkunft der Europäer aus dem Kaukasus hinzuweisen schien

Die Bezeichnung der „weißen Rasse“ als „Kaukasier“ geht auf Christoph Meiners zurück. Er unterteilte 1785 die Menschheit in einen „kaukasischen“ und einen „mongolischen Stamm“, wobei er jenen als schön und weiß, diesen als hässlich bezeichnete. Der Stamm der Kaukasier sei unterteilt in zwei „Racen“, nämlich die „Celtische,“ die er am reichsten mit Geistesgaben ausgestattet sah, und die „Slawische“. In Indien sei „die niedrigste Caste“ mongolischen, „die höheren Casten hingegen […] unläugbar Kaukasischen […] Ursprungs“. Die Bezeichnung entnahm Meiners der Bibel, denn im Kaukasus habe nicht nur das Paradies gelegen, sondern hier sei auch die Arche Noah gelandet. Dabei unterlief ihm laut dem Soziologen Wulf D. Hund der terminologische Irrtum, dass er die angeblich geistig überlegenen Europäer nach einem Gebirge benannte, das in Asien liegt.
Blumenbach übernahm Meiners Begriff und unterschied fünf Rassen, denen er eine angebliche Hautfarbe zuwies: die kaukasische (weiß), die mongolische (gelb), die malaiische (braun), die amerikanische (rot) und die äthiopische (schwarz). Mit kaukasisch bezeichnete Blumenbach die Europäer. Diese Rasse sah er als die schönste und die ursprünglichste an, aus der sich die anderen entwickelt hätten. Neben der Hautfarbe zog Blumenbach für die Bestimmung als kaukasisch verschiedene Parameter wie Schädelform, Längen- und Größenrelationen von Körperteilen, Gesichtswinkel, Mimik, die Konsistenz des Ohrenschmalzes und den Körpergeruch heran. In der Verstandeskraft aber unterschieden sich die Kaukasier seiner Ansicht nach nicht von den anderen Rassen. Blumenbach stellte sich die Rassen als ein Kontinuum vor, sie gingen für ihn bruchlos ineinander über. An die Möglichkeit Kaukasier trennscharf von anderen Rassen abzugrenzen, wie es für den Rassismus konstitutiv ist, glaubte er nicht – eine Einsicht, die im weiteren Verlauf der Geschichte verloren ging.
Für Georg Wilhelm Friedrich Hegel dagegen waren die Kaukasier geistig eindeutig überlegen, allen anderen wäre, wie er in seinen Vorlesungen über die Philosophie der Geschichte ab 1822 erklärte, der für Europa typische „unendliche Wissensdrang […] fremd“. „Erst in der kaukasischen Race“ gelange „der Geist zur absoluten Einheit mit sich selber“. Daher käme der „Fortschritt der Weltgeschichte“ erst durch sie zu Stande, weshalb der „europäische Geist“ sich auch die Herrschaft der Welt habe sichern können.
Gebraucht wurde die Bezeichnung caucasian vor allem in der US-amerikanischen Medizin zur Beschreibung der aus Europa, Nordafrika, dem Horn von Afrika sowie West- und Südasien stammenden Menschen. Insbesondere der Anthropologe Carleton Stevens Coon entwickelte eine Theorie, nach der die „Caucasoids“ eine eigene Subspezies („Rasse“) des Homo sapiens darstellen, die sich, wie vier weitere „Rassen“, aus unabhängigen geographischen Populationen des Homo erectus entwickelt habe. Diese heute als falsch erwiesene Theorie hatte dennoch erheblichen Einfluss auf das Rassendenken in den USA. Die Jim-Crow-Gesetze, die in den Südstaaten bis zur Abschaffung der Rassentrennung Mitte der 1960er Jahre in Kraft waren, verboten es Afroamerikanern zum Beispiel, „kaukasischen“ Frauen die Hand zu geben, sie mussten „Kaukasiern“ auf dem Bürgersteig ausweichen und ihnen im Straßenverkehr die Vorfahrt lassen.
In den angelsächsischen Ländern sind die entsprechenden Begriffe white oder caucasian auch in offiziellen Dokumenten wie zum Beispiel Formularen der Verwaltung, medizinischen Dokumentationen oder Volkszählungsunterlagen unter der Kategorie Race nach wie vor üblich. Der Begriff caucasian referenziert auf die Hautfarbe, weshalb auch Juden darunter fallen. Er hat daher keinen nationalsozialistischen Unterton.

## Spätere Verwendung

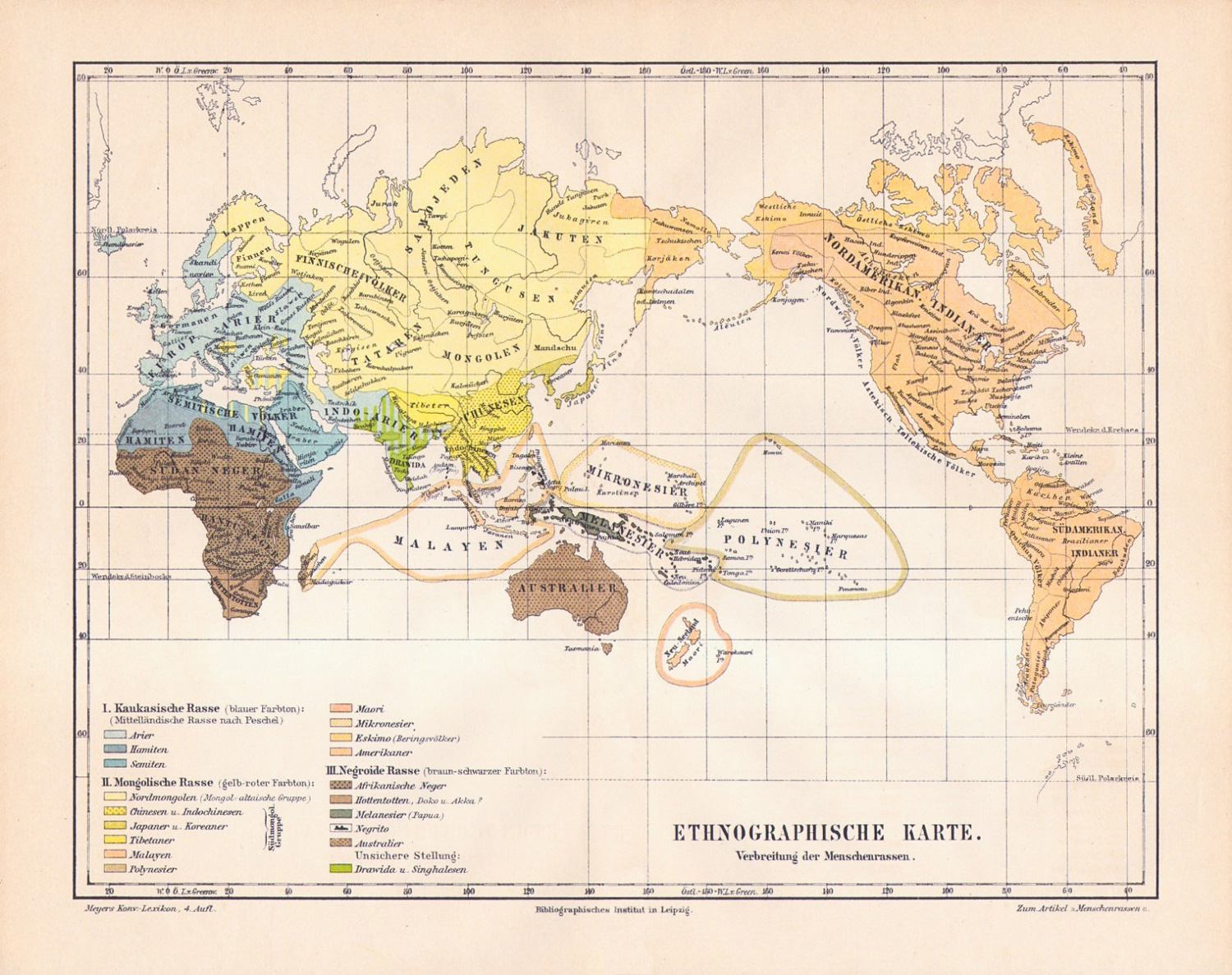
Blauer Bereich: Vorkommensraum der kaukasischen Rasse nach einer Ausgabe von Meyers Konversationslexikon (1885–1892).

Molekulargenetische Untersuchungen haben die Einteilung der Art Homo sapiens in „Rassen“ oder „Großrassen“ widerlegt.
Die „Europiden“ wurden nach der Rassensystematik – die bis über die Mitte des 20. Jahrhunderts hinaus gebräuchlich war – in verschiedene „Kleinrassen“ untergliedert, deren Abgrenzung noch weitaus problematischer ist als die der drei „Großrassen“. Trotz der enormen Datenmengen über diverse körperliche Merkmale, die zur Rassenbestimmung zusammengetragen wurden, blieb die Beurteilung immer subjektiv, eurozentrisch und so künstlich konstruiert, dass die Ergebnisse den vorher formulierten Erwartungen entsprachen.
Auch die folgenden Bezeichnungen solcher angeblicher „Kleinrassen“, die etwa der DDR-Anthropologe Herbert Bach in Anlehnung an seinen Lehrer – den nationalsozialistischen Rassentheoretiker Egon von Eickstedt – noch bis in die 1990er Jahre verwendete, sind heute weitestgehend aus der Literatur verschwunden:
- Nordide (Fenno-Skandinavien, Nord- und Ostseeraum, Britische Inseln, Benelux, Deutschland, Schweiz, Österreich)
- Osteuropide (Osteuropa, Finnland, Baltikum, Ostdeutschland)
- Lappide (Lappland)
- Alpinide (Alpenraum, Zentralfrankreich, Mittelitalien, Zentral-Europa)
- Dinaride (Mittel- und Südost-Europa, West-Ukraine, Karpatenbogen, Ost-Alpen, Süd-Deutschland)
- Mediterranide (Mittelmeer- und Schwarzmeerküste, Mesopotamien, Spanien, Portugal)
- Orientalide (Arabien, Nordafrika, Palästina, Syrien, Iran)
- Armenide (Armenien, Iran, östlicher Mittelmeerraum)
- Turanide (Turkestan)
- Berberide (Sahara)
- Roma (Europa)
- Indide (Indien)
- Weddide (Südwest-Indien, Sri-Lanka, Hinterindiens, Indonesien)